# Lici
|  | Per a altres significats, vegeu «Lici d'Eleuteres». |

El lici (𐊗𐊕𐊐𐊎𐊆𐊍𐊆 Trm̃mili) és una llengua morta, parlada pels habitants de Lícia, a Anatòlia, durant l'edat del ferro. La majoria de textos que se n'han conservat daten dels segles V i IV a.C.. La llengua va deixar de ser parlada pels volts del segle I a.C., degut a l'hel·lenització d'Anatòlia després de la conquesta d'Alexandre el Gran.

## Àrea
Lícia ocupava la regió compresa entre les ciutats actuals d'Antalya i Fethiye, al sud de Turquia. Es creu que "lukka" era un dels noms que els donaven els egipcis, el qual feien servir per a referir-se a una de les tribus dels pobles de la mar, i que segurament habitaben també la regió anomenada Lycaonia, situada a l'est, entre les ciutats d'Antalya i Mersin.

## Descobriment i desxiframent

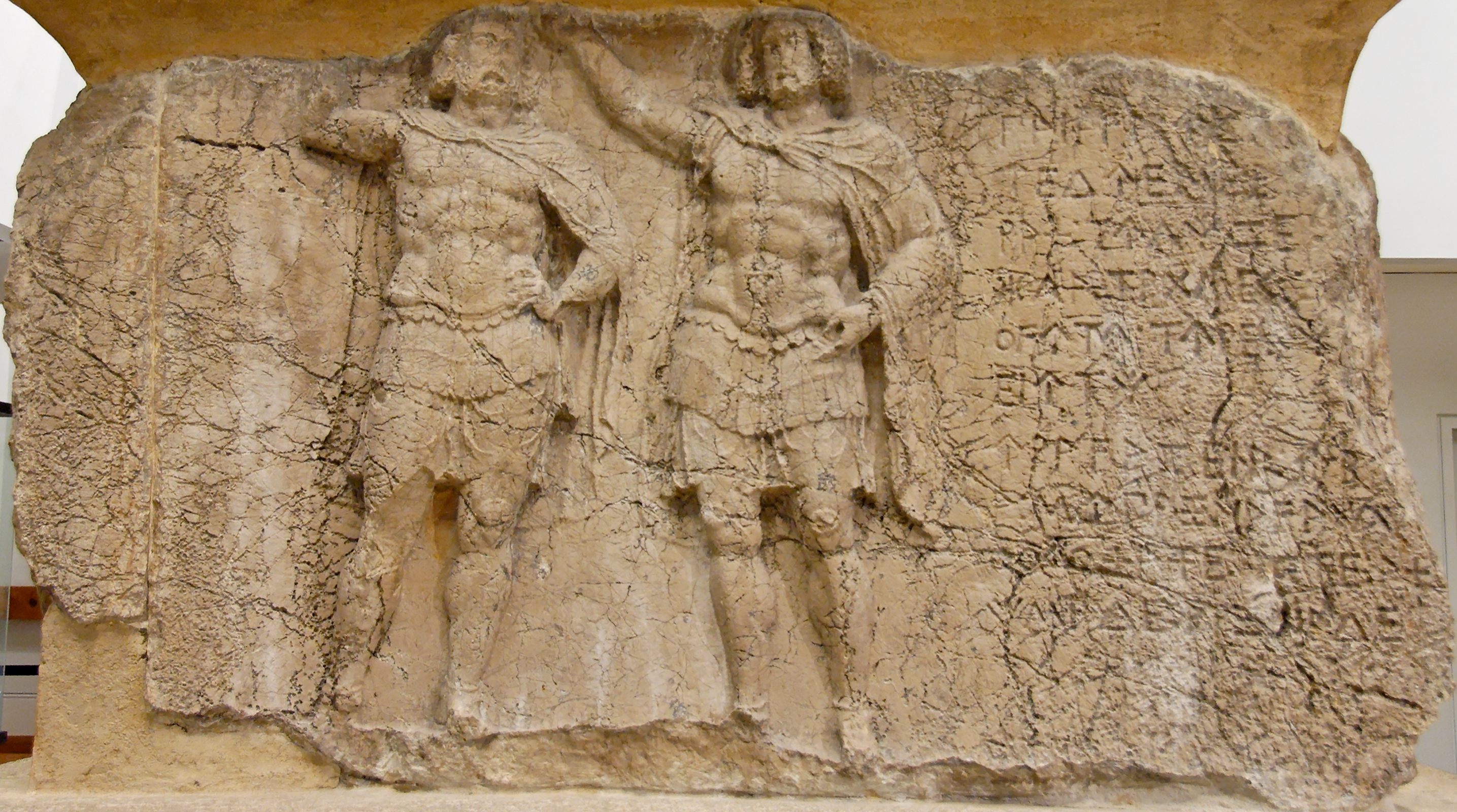
Representació de Payava (o Pamfili) a la seva pròpia tomba. La inscripció en lici diu: "Pavaya, fill d'Ed[...], adquirí [aquesta tomba] a l'àrea [funerària] secreta de l'acròpolis(?) d'A[rttumba]ra (un governant lidi), quan Lícia va veure(?) S[alas](??) [com a governador(?)]. Jo vaig fer aquesta tomba, un [projecte(?)] de deu anys, per mitjà de Xanti ahamas." És possible que Payava sigui el soldat representat a la dreta i que estigui retent homenatge al seu senyor Arttumbara amb una corona de llorer (ca. 375-360 a.C.)

A partir de finals del segle XVIII, exploradors europeus van començar a realitzar expedicions arqueològiques a Àsia Menor. A la regió de Lícia hi van trobar inscripcions en un sistema d'escriptura desconegut, quatre de les quals van ser publicades el 1820. Al cap de quatre mesos, l'orientalista francès Antoine-Jean Saint-Martin es va servir d'una inscripció onomàstica bilingüe (en grec i en lici) per a desxifrar l'alfabet lici i determinar el significat d'algunes de les paraules. A partir de la dècada de 1880, un seguit d'expedicions austríaques van desenterrar més inscripcions, però cada intent d'interpretar-les resultava ser altament especulatiu, malgrat el desxiframent d'un parell de patrons gramaticals i la troballa d'inscripcions bilingües en grec.
No va ser fins al desxiframent de l'hitita per part de Bedřich Hrozný l'any 1917, que es va poder interpretar el vocabulari lici a partir d'anàlisis comparatives i etimològiques. La descoberta de la inscripció trilingüe (en lici, grec i arameu) de Letòon l'any 1973 va permetre un avença en la traducció d'inscripcions, i des d'aleshores se n'han publicat diccionaris per autors com Craig Melchert o Günter Neumann.

## Fonts documentals

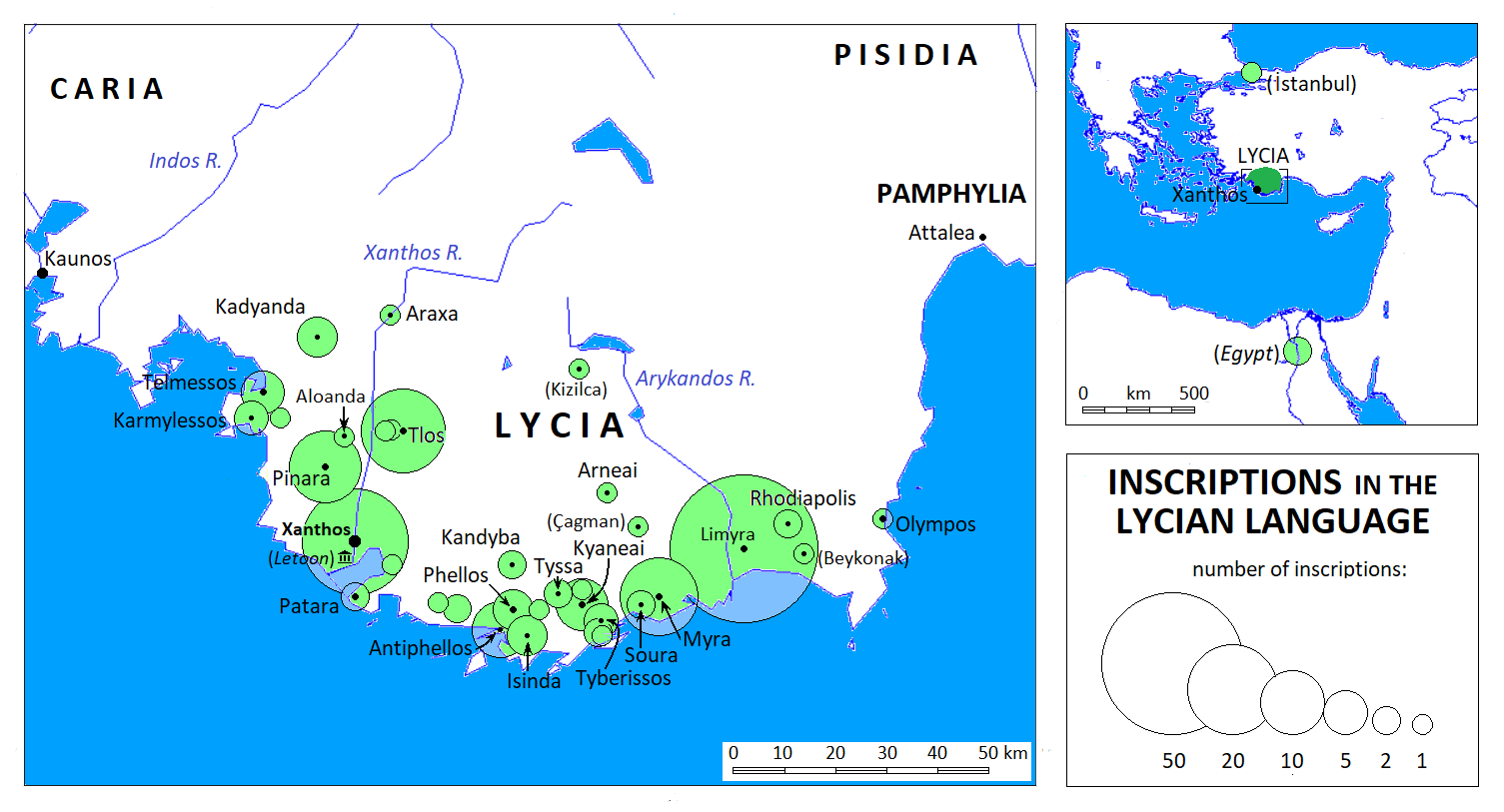
Llocs on s'han trobat inscripcions en lidi.